# As Friends Rust
As Friends Rust är ett amerikanskt hardcoreband från Gainesville, Florida. Bandet var aktivt mellan åren 1996 och 2002, men har därefter återförenats för att ge konserter vid flera tillfällen under 2008. Sommaren 2011 återförenades bandet på nytt.